# Supah Ninjas
Supah Ninjas ist eine US-amerikanische Fernsehserie auf Nickelodeon. Die Pilotfolge wurde am 17. Januar 2011 als Preview ausgestrahlt. Der offizielle Serienstart fand am 16. April 2011 statt.
Am 15. März 2012 wurde die Serie um eine zweite Staffel verlängert. Die Staffel, die aus 13 Folgen bestehen wird, wird seit dem 18. Juni 2012 produziert.
Am 7. Mai 2013 wurde bekannt gegeben, dass Nickelodeon die Serie um keine dritte Staffel verlängert hat.

## Handlung
Die Serie handelt vom Protagonisten Mike Fukanaga und seinen Freunden Owen Reynolds und Amanda McKay. Nach dem Tod Mikes' Großvaters erhält er einen geheimnisvollen Brief, aus dem er erfährt, dass er aus einer Ninja-Reihe kommt. Mit Owen und seiner heimlichen Liebe Amanda bekämpfen sie die Kriminalität und bilden das Team Supah Ninjas.

## Charaktere

### Hauptcharaktere
Mike Fukanaga
Er ist die Hauptfigur der Serie und japanisch-amerikanischer Abstammung. Mike ist ruhig und ein wenig schüchtern und Teil eines Star-Wars-Fan-Club. Er entdeckt ein Hologramm seines verstorbenen Großvaters und erfährt dadurch von seinen Ninjakräften. Er hat seit der 5. Klasse ein Auge auf Amanda McKay geworfen. Zusammen mit seinen Freunden Owen und Amanda gründet er das Team Supah Ninjas. Seine Waffen sind ein Paar Nunchaku. In der letzten Folge der Staffel zwei wird er von Kagema entführt. Da die Serie eingestellt wurde, weiß man nicht, ob Mike gerettet worden ist.
Owen Reynolds
Er ist Mikes bester Freund, Partner und Mitglied der Supah Ninjas und afroamerikanischer Abstammung. Er hat eine Tendenz zum Überreagieren und ist ein guter Krieger, der hin und wieder Witze reißt. Seine Waffe ist ein Bō.
Amanda McKay
Sie ist Mikes langjähriger Schwarm und Team-Mitglied bei Supah Ninjas. Sie ist eine Cheerleaderin und als sie von The Rhymer entführt wurde, kamen die Supah Ninjas zu ihrer Rettung. Als sie jedoch erfuhr, wer ihre Retter waren, drohte sie Mike und Owen allen zu sagen, dass sie die Supah Ninjas sind. Dadurch wurde sie das dritte Team-Mitglied der Supah Ninjas. Ihre Familie ist wohlhabend und Eigentümer von McKay Casinos. Sie küsste Mike in der Folge Liebe macht blöd um Katara abzulenken. Im Lauf der zweiten Staffel lernt sie Flint Forster kennen und beginnt eine Beziehung mit ihm. Aber sie trennt sich von ihm, als sie erfährt, dass Foster ein Dieb ist. Sie entwickelt Gefühle für Mike, die sie sich in der Folge Spring Fling eingestehen muss. Ihre Waffen sind ein Paar Tonfa.
Grandpa „Hologramps“ Fukanaga
Er ist der Sensei der Supah Ninjas und Mike’s verstorbener Großvater. Er ist ein Hologramm und trainiert die Supah Ninjas in einem unterirdischen High-Tech-Dojo. Er hat einen Zwillingsbruder namens Kagema, mit dem er aber kein gutes Verhältnis hat. Man erfährt, dass er und Kagema sich zerstritten haben, da er glaubt, dass Kagema nicht mit dem „schwebenden Schwert“ umgehen kann.
Yamato
Er ist Roboter-Trainer, der den Ninjas hilft, besser zu kämpfen.

### Nebencharaktere
Martin Fukunaga
Er ist Mikes verwitweter Vater und von Beruf Polizist. Außerdem wurden bei seiner Generation die Ninja-Gene übersprungen. Er ist sehr leichtgläubig. In der Episode „Liebe macht blöd“ verliebte er sich in Katara. Mit der Zeit fängt er an, die Ninjas als Helden zu sehen.
Connor
Connor ist Mikes Cousin und der Enkel von Grandpa Fukunagas Schwester. In der Doppelfolge Ishina stellt er sich als Mitglied der Ishina heraus. In der Folge Cousin Connor kehrt Connor zurück und versucht, die Ninjas gegeneinander auszuspielen. Aber Mike kommt dahinter und es kommt zu einem Kampf zwischen den beiden. Jedoch kann Connor zusammen mit Kagema Fukanaga fliehen und stiehl Mikes Mon, um den geheimen Eingang zum Dojo zu öffnen, damit er das Schwert von Mike abnehmen kann. Zu Beginn der zweiten Staffel versucht Connor in das Dojo einzudringen, scheitert jedoch. Er versucht den Supah Ninjas weiß zu machen, dass seine Eltern Martin Fukunaga als Geisel halten. Doch als die Supah Ninjas herausfinden, dass Connor log, drängen sie ihn in eine Frachtbox und Mike holt sich sein Mon zurück. Mike, Owen und Amanda schicken Connor in seiner Frachtbox nach Madagascar. Im Finale der zweiten Staffel kehrt er als Spion zurück und erfährt, dass das Kata der Schlüssel zum Dojo ist. Er will endlich das Schwert stehlen, wird aber von Mike überwältigt, der das Schwert wieder an sich nimmt.
Cameron Vanhauser
Er ist der Sohn des Besitzers des Empire Condominiums. Er und Amanda waren ein Paar. Da sich Cameron keine finanziellen Sorgen machen braucht, führt er ein recht lockeres Leben. Durch kleine gesetzliche oder moralische Übertritte bringt er die gewünschte Action und Abwechslung in seinen Alltag. Amanda ist für mehr Disziplin und lehnt eine Einladung zum Schwänzen des Unterrichts ab. Hierdurch wird Amanda klar, dass Cameron in diesem „normalen“ Leben nie die Qualitäten von ihr erkennen wird. Daraufhin beendet Amanda die Beziehung. Da noch nie ein Mädchen die Beziehung zu Cameron beendet hat, fällt er in ein seelisches und psychisches Tief, nicht mehr fähig den Alltag zu meistern. In der Folge Immer wieder Nachsitzen ist zu erkennen, dass Cameron sich vollends hat gehen lassen. Er duscht und wäscht sich nicht mehr, wodurch es fast niemand mehr in seiner Nähe aushält. Amanda hat Mitleid und geht zu Cameron. Sie unterdrückt den üblen Geruch und findet ein paar aufbauende Worte, dass er das richtige Mädchen noch finden wird, betont aber auch, dass Sie es nicht sein wird.
Julie
Julie ist eine smartes und attraktives Mädchen, das viele Gemeinsamkeiten mit Mike teilt, wie zum Beispiel die Liebe zu Comic-Bücher. Sie ist in Mike verliebt und zeigt Interesse an ihm. Als sie sich mit ihm verabredet, wird sie von ihm versetzt, da Mike herausfand, dass Amanda und Cameron sich getrennt haben. In der Folge Eiskalt erwischt gesteht sie ihm ihre Liebe und küsst ihn. In der Folge Flint Forster macht sie mit Mike Schluss, da sie weggezogen ist.
Kelly
Kelly ist Amandas beste Freundin. Sie weiß, dass Owen in sie verknallt ist, aber sie hat kein Interesse an ihm. In der Folge Detention erkennen die anderen, dass sie eine auch weiche Seite haben kann.
Kickbutt
Ein Superheld, der Mike, Owen und Amanda beim Bekämpfen der House of Lords hilft. Kickbutt ist ein selbsternannter Beschützer der Bevölkerung, somit stellt seine Rolle, sowie sein Name eine Analogie zum Spielfilm Kick-Ass dar.
Quentin
Quentin ist eine Wissenschaft ein und Freund von Owen, der den Spitzname Kid Q trägt. In Enter the Dojo entdeckt er die wahre Identität der Supah Ninjas und verspricht niemandem das Geheimnis zu verraten. Ab diesem Zeitpunkt hilft er ihnen im Dojo. Er ist es auch, der das Dojo nach dessen Zerstörung durch die Ishinas wieder aufbaut.
Flint Forster
Ein Dieb, der von den Reichen stiehlt und es für wohltätige Zwecke aus gibt. Flint hat eine ganze Gruppe, die ihm hilft. Er beginnt eine Beziehung mit Amanda. Bevor er abhaut, schenkt er ihr eine Halskette. In der Episode Finding Forster kehrt Flint zurück und hilft den Supah Ninjas bei der Bekämpfung eines Bösewichtes. Dabei werden er und Amanda entführt. Dadurch deckt er Amandas wahre Identität auf und erfährt, dass sie ein Supah Ninja ist. Mike kann die beiden retten und Flint will, dass Amanda mit ihm nach Paris geht. Diese lehnt das Angebot ab und Flint reist alleine ab. Flint Forster ist ein Verweis auf Robin Hood.

### Bösewichte
Katara
Sie ist eine Schurkin, die es liebt, Wertpapiere zu stehlen. Sie verliebte sich in Martin Fukunaga, Mikes Vater, aber ihre Liebe hielt wegen ihrer Diebstähle nicht.
The Rhymer
Er ist ein Bösewicht, der beim Sprechen reimt. The Rhymer wurde von den Super Ninjas in der Folge Held der Schatten verfolgt.
Subsiders
Eine Gruppe, die im Schatten der Stadt leben. Owens Freund James wird Mitglied bei der Gruppe.
Mr.Bradford
Er war der ehemalige Biologielehrer an Mikes Highschool. Er wurde durch ein Experiment mit Insekten-DNA zu einem Monster. Am Ende der Episode konnte er fliehen.
Dollhouse
Dollhouse entführt Menschen, um sie mit einem Geräte am Hals zu befestigen. Damit kann er sie wie Puppen bewegen. Mike findet heraus, dass Dollhouse nie Freunde und eine einsame Kindheit hatte, die seinen Plan beeinflusst hat. Er wird von Mike besiegt, als er von seinen eigenen Darrtpfeilen getroffen wird.
House of Lords
Ist eine britische Verbrecher-Gruppe. Sie werden von Mike, Owen und dem Superhelden Kickbutt besiegt.
DJ Elephant Head
Ein ehemaliger Student der Supah-Ninjas-Schule. Durch seine Musik schlafen die Menschen ein, damit er einen seltenen Edelstein stehlen kann. Owen kommt dahinter und besiegt ihn.
Eternum
Er ist ein wahnsinniger Psychiater, der versucht Mike böse zu machen. Dies schafft er nicht und wird verhaftet.
Ishina
Ishina ist ein Ninja-Clan, die mit dem Fukunaga-Clan konkurriert. Sie entführen Connor und als Mike und die anderen ihn retten wollen, erfahren sie, dass Connor ein Mitglied der Ishina ist. Sie sind die größte Bedrohung der Ninjas, da sie auf der Suche nach dem „schwebenden Schwert“ sind. In der Folge Mr. Beben erfahren Ishina, dass Mike, Amanda und Owen Ninjas sind. Der Anführer des Clans ist Kagema Fukanaga. Der Clan kehrt in der Folge Cousin Connor zurück.
Kagema Fukanaga
Kagema ist der Anführer der Ishina und der Zwillingsbruder von Grandpa Fukunaga. Er hat die Fukanaga-Familie verraten und ist dann zum Anführer geworden. Er schafft es im Staffelfinale der ersten Staffel zusammen mit Connor vor Mike und den anderen zu fliehen. In der Folge The Ishina Strike Back zerstört er das Dojo und seinen Zwillingsbruder. Im Serienfinale entführt er Mike. Da die Serie eingestellt wurde, weiß man nicht, was Kagema mit Mike vorhat.

## Besetzung und Synchronisation

### Besetzung
| Rolle             | Schauspieler      | Hauptrolle | Nebenrolle            | Synchronsprecher  |
| ----------------- | ----------------- | ---------- | --------------------- | ----------------- |
| Mike Fukunaga     | Ryan Potter       | 1.01–2.13  |                       | Patrick Baehr     |
| Owen Reynolds     | Carlos Knight     | 1.01–2.13  |                       | Julius Jellinek   |
| Amanda McKay      | Gracie Dzienny    | 1.01–2.13  |                       | Yvonne Greitzke   |
| Yamato            | Matthew Yang King | 1.01–2.13  |                       | Michael Nowka     |
| Grandpa Fukunaga  | George Takei      | 1.01–2.13  |                       | Helmut Gauß       |
| Martin Fukunaga   | Randall Park      |            | 1.01–2.13             | Fritz Rott        |
| Kelly             | Giselle Bonilla   |            | 1.01–1.23             | Julia Kaufmann    |
| Conner            | Brandon Soo Hoo   |            | 1.06–2.01, 2.13       |                   |
| Cameron Vanhauser | Jordan Nichols    |            | 1.07–1.20             | Nicolás Artajo    |
| Julie             | Victory Van Tuyl  |            | 1.09–1.26             | Jill Schulz       |
| Kagema Fukanaga   | George Takei      |            | 1.19–1.26, 2.07, 2.13 | Helmut Gauß       |
| Flint Forster     | Cody Christian    |            | 2.02, 2.09, 2.12      | Jeffrey Wipprecht |
| Paloma Peru       | Marissa Cuevas    |            | 2.03–2.11             |                   |
| Kid Q / Quentin   | Matthew Gumley    |            | 2.05–2.13             |                   |

### Gastauftritte
Staffel 1
- Christopher Reid als The Rhymer (Folge 1.01)
- Sydney Tamiia Poitier als Katara (Folge 1.02)
- Big Show als Two Ton Harley (Episode 1.03)
- Scott Lowell als Mr.Bradford (Folge 1.06)
- Tyler Poelle als Dollhouse (Folge 1.09)
- Lucas Cruikshank als Kickbutt (Folge 1.11)
- Daniella Monet als Clarissa (Folge 1.13)
- Ryan Higa als DJ Elephant Head (Folge 1.14)
- Todd Stashwick als Eternum (Folge 1.16)
- Danny Masterson als Limelight (Folge 1.23)

Staffel 2
- Bobb’e J. Thompson als Shadow Fly (Folge 2.03)
- Ciara Bravo als Kylee (Folge 2.06)

## Ausstrahlung
| Staffel   | Episoden | Ausstrahlung (USA) Nickelodeon      | Ausstrahlung (Deutschland) Nickelodeon  |
| --------- | -------- | ----------------------------------- | --------------------------------------- |
| Staffel 1 | 26       | 17. Januar 2011 bis 28. Januar 2012 | 26. September 2011 bis 20. Oktober 2012 |
| Staffel 2 | 13       | 9. Februar bis 27. April 2013       | 6. Juli bis 17. August 2013             |

## Episodenliste

### Staffel 1
| Nr. (ges.) | Nr. (St.) | Deutscher Titel          | Originaltitel       | Erstausstrahlung USA | Deutschsprachige Erstausstrahlung (D) | Prod. Code |
| ---------- | --------- | ------------------------ | ------------------- | -------------------- | ------------------------------------- | ---------- |
| 1          | 1         | Held der Schatten        | Hero of the Shadows | 17. Jan. 2011        | 8. Okt. 2011                          | 101        |
| 2          | 2         | Liebe macht blöd         | Katara              | 16. Apr. 2011        | 16. Okt. 2011                         | 104        |
| 3          | 3         | Eine fette Überraschung  | Two Ton Harley      | 23. Apr. 2011        | 9. Okt. 2011                          | 102        |
| 4          | 4         | Schachmatt               | Checkmate           | 30. Apr. 2011        | 15. Okt. 2011                         | 103        |
| 5          | 5         | Die Subsiders            | Subsiders           | 7. Mai 2011          | 23. Okt. 2011                         | 106        |
| 6          | 6         | Der Insektenmann         | Mr. Bradford        | 14. Mai 2011         | 6. Nov. 2011                          | 108        |
| 7          | 7         | Komodo                   | Komodo              | 4. Juni 2011         | 5. Nov. 2011                          | 110        |
| 8          | 8         | Das Gesicht der Wahrheit | Jelly Face          | 4. Juni 2011         | 13. Nov. 2011                         | 107        |
| 9          | 9         | Übles Spiel              | Dollhouse           | 25. Juni 2011        | 31. Dez. 2011                         | 111        |
| 10         | 10        | Mr. X                    | X                   | 23. Juli 2011        | 10. Jan. 2012                         | 115        |
| 11         | 11        | Kickbutt räumt auf       | Kickbutt            | 10. Sep. 2011        | 11. Jan. 2012                         | 119        |
| 12         | 12        | Der berühmte Owenini     | The Magnificent     | 17. Sep. 2011        | 15. Sep. 2012                         | 116        |
| 13         | 13        | Die Morgenstern-Akademie | Morningstar Academy | 24. Sep. 2011        | 14. Jan. 2012                         | 113        |
| 14         | 14        | DJ Elefantenkopf         | DJ Elephant Head    | 1. Okt. 2011         | 30. Sep. 2012                         | 121        |
| 15         | 15        | In Haut der Schlange     | Snakeskin           | 10. Okt. 2011        | 6. Okt. 2012                          | 122        |
| 16         | 16        | Dr. Eternums Reich       | Eternum             | 15. Okt. 2011        | 28. Feb. 2012                         | 112        |
| 17         | 17        | Ishina (1)               | Ishina (1)          | 29. Okt. 2011        | 22. Sep. 2012                         | 117        |
| 18         | 18        | Ishina (2)               | Ishina (2)          | 29. Okt. 2011        | 23. Sep. 2012                         | 118        |
| 19         | 19        | Mr. Beben                | Quake               | 5. Nov. 2011         | 9. Jan. 2012                          | 114        |
| 20         | 20        | Angriff der Cyborgs      | Mechanov            | 12. Nov. 2011        | 22. Okt. 2011                         | 105        |
| 21         | 21        | Nachsitzen!              | Detention           | 19. Nov. 2011        | 7. Okt. 2012                          | 123        |
| 22         | 22        | Die Schädelbande         | Skeleton Crew       | 27. Dez. 2011        | 13. Okt. 2012                         | 124        |
| 23         | 23        | Rampenlicht              | Limelight           | 7. Jan. 2012         | 12. Nov. 2011                         | 109        |
| 24         | 24        | Eiskalt erwischt         | Frostbite           | 14. Jan. 2012        | 29. Sep. 2012                         | 120        |
| 25         | 25        | Der Ninja-Eingriff       | Ninja Intervention  | 21. Jan. 2012        | 14. Okt. 2012                         | 125        |
| 26         | 26        | Cousin Conor             | Cousin Conor'       | 28. Jan. 2012        | 20. Okt. 2012                         | 126        |

### Staffel 2
| Nr. (ges.) | Nr. (St.) | Deutscher Titel            | Originaltitel          | Erstausstrahlung USA | Deutschsprachige Erstausstrahlung (D) | Prod. Code |
| ---------- | --------- | -------------------------- | ---------------------- | -------------------- | ------------------------------------- | ---------- |
| 27         | 1         | Reingefallen               | The Con Man            | 9. Feb. 2013         | 7. Juli 2013                          | 201        |
| 28         | 2         | Flint Forster              | Flint Forster          | 16. Feb. 2013        | 14. Juli 2013                         | 205        |
| 29         | 3         | Der falsche Ninja          | Shadow Fly             | 23. Feb. 2013        | 13. Juli 2013                         | 203        |
| 30         | 4         | Ninja mit Hausarrest       | Grounded Ninja         | 2. März 2013         | 20. Juli 2013                         | 202        |
| 31         | 5         | Kid Q                      | Kid Q                  | 9. März 2013         | 6. Juli 2013                          | 204        |
| 32         | 6         | Cheerleader-Fieber         | Cheer Fever            | 16. März 2013        | 21. Juli 2013                         | 206        |
| 33         | 7         | Die Ishina schlagen zurück | The Ishina Strike Back | 30. März 2013        | 27. Juli 2013                         | 207        |
| 34         | 8         | Willkommen im Dojo         | Enter the Dojo         | 6. Apr. 2013         | 3. Aug. 2013                          | 208        |
| 35         | 9         | Verrückt nach Flint        | Finding Forster        | 13. Apr. 2013        | 17. Aug. 2013                         | 211        |
| 36         | 10        | Das Mauerblümchen          | Wallflower             | 20. Apr. 2013        | 4. Aug. 2013                          | 209        |
| 37         | 11        | Mayhem                     | M@yhem                 | 20. Apr. 2013        | 11. Aug. 2013                         | 210        |
| 38         | 12        | Der Frühlingsball          | Spring Fling           | 27. Apr. 2013        | 28. Juli 2013                         | 212        |
| 39         | 13        | Das Schwebende Schwert     | The Floating Sword     | 27. Apr. 2013        | 10. Aug. 2013                         | 213        |